# Giraffa camelopardalis camelopardalis
La jirafa de nubia (Giraffa camelopardalis camelopardalis) es una subespecie de la jirafa que vive en Sudán y en la parte occidental de Etiopía.
Se diferencia de otras subespecies (con las que se puede cruzar fácilmente) en las manchas cuatrilaterales de color marrón oscuro contra el fondo blanco: las manchas faltan en la región ventral, en el interior del muslo y por debajo de las rodillas.
La jirafa nubia se encuentra raramente en los zoológicos, pero un grupo pequeño se encuentra en el Zoológico de Al Ain en los Emiratos Árabes Unidos.
Algunos investigadores han sugerido que la jirafa de Rothschild (G. c. rothschildi) y la jirafa nubia (G. c. camelopardalis) pueden ser en realidad la misma subespecie de jirafa, pero los datos morfológicos y genéticos no apoyan esta teoría hasta la fecha (2012). De momento son consideradas como subespecies separadas hasta nuevo aviso.[cita requerida]